# Лізелотт Лінзенгофф
Лізелотт Лінзенгофф (нім. Liselott Linsenhoff, 27 серпня 1927 — 4 серпня 1999) — західнонімецька вершниця.
Олімпійська чемпіонка 1968 (командна виїздка), 1972 (індивідуальна виїздка) років, срібна призерка 1972 року в командній виїздці, учасниця 1956 року.
Чемпіонка Європи з виїздки 1969 (індивідуальна виїздка), 1969 (командна виїздка), 1971 (індивідуальна виїздка), 1971 (командна виїздка), 1973 (командна виїздка) років.
Чемпіонка світу з виїздки 1974 року в командній виїздці, срібна призерка 1970 року в командній виїздці, срібна призерка 1970, 1974 років в індивідуальній виїздці.